# Kasjer biletowy

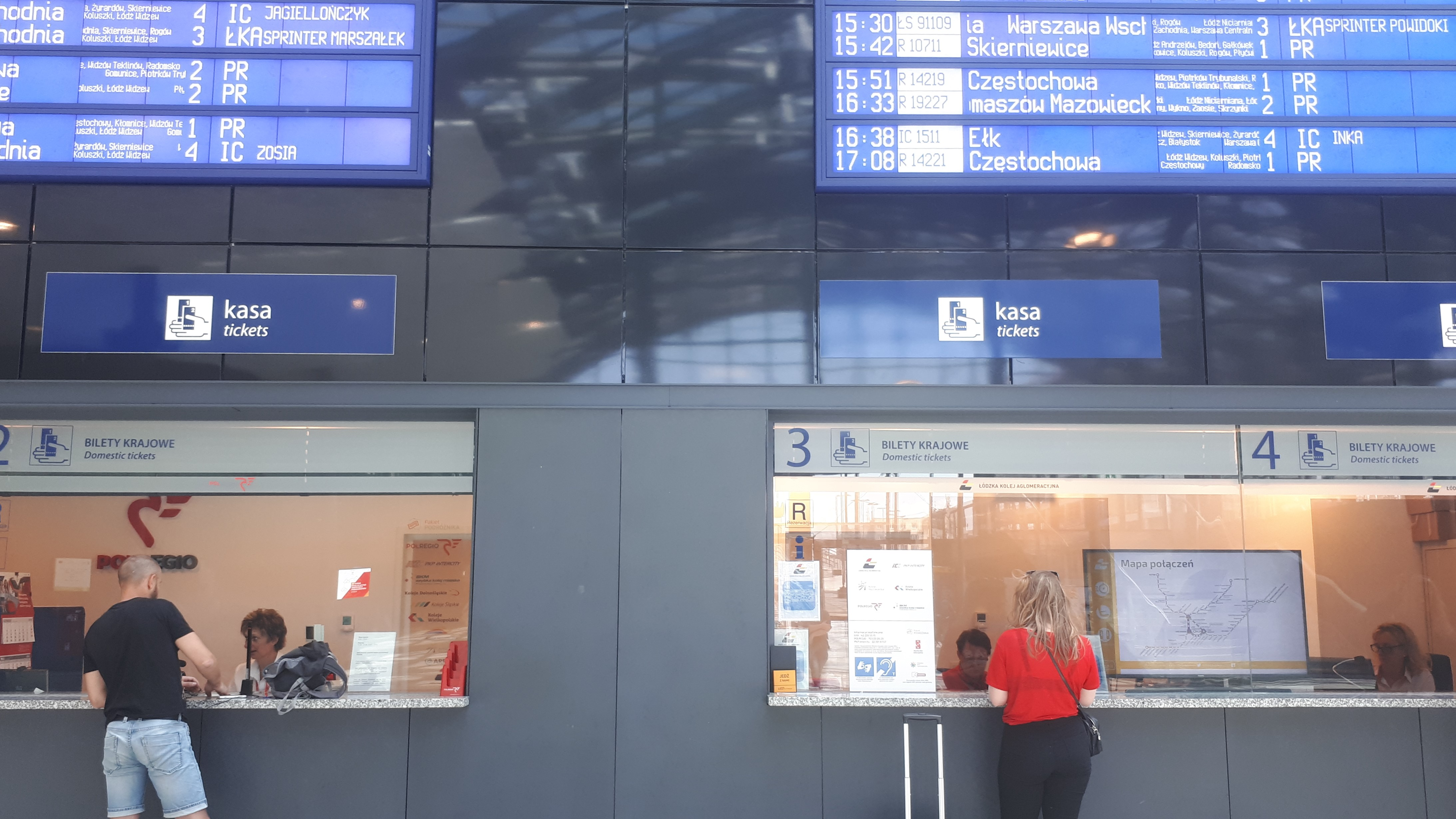
Kasjerzy na dworcu kolejowym Łódź Fabryczna

Kasjer biletowy – pracownik przewoźnika drogowego lub kolejowego odpowiedzialny za wystawianie biletów na przejazd i przyjmowanie za nie opłat, przyjmowanie dopłat za przejście do pociągów wyższej kategorii lub wyższej klasy, a także rezerwowanie miejsc w pojazdach objętych rezerwacją, w wagonach sypialnych oraz kuszetkach.
Na mniejszych stacjach do obowiązków kasjera należy nierzadko udzielanie informacji podróżnym. 